# Erythronium multiscapideum
Erythronium multiscapideum ist eine Pflanzenart aus der Gattung der Zahnlilien (Erythronium).

## Merkmale
Die Zwiebeln sind 20 bis 50 Millimeter groß und eiförmig. Die je Elternzwiebel in der Regel ein bis drei Tochterzwiebeln werden an den Enden langer, schlanker Ausläufer gebildet. Die Blätter sind 4 bis 16 Zentimeter lang. Die Blattspreite ist mehr oder weniger lanzettlich und mit unregelmäßigen braunen und weißen Linien marmoriert. Der Blattrand ist ganzrandig bis gewellt. Der Schaft ist 8 bis 23 Zentimeter lang. Der Blütenstand ist ein- bis vierblütig.
Die Blütenblätter sind 16 bis 40 Millimeter lang und breit lanzettlich bis elliptisch. Sie sind weiß bis cremefarben, an der Basis sind sie gelb gefärbt. Die inneren Blütenblätter sind an der Basis leicht geöhrt. Die Staubblätter sind 10 bis 15 Millimeter lang. Die Staubfäden sind weniger als 0,8 Millimeter breit, linealisch, schlank und weiß. Die Staubbeutel sind weiß bis cremefarben. Die Griffel sind 10 bis 13 Millimeter lang und weiß. Die Narbe ist ungelappt oder besitzt zurückgebogene, 1 bis 4 Millimeter lange Lappen. Die Kapseln sind 2 bis 5 Zentimeter groß und verkehrt-eiförmig.
Die Blütezeit liegt im Frühjahr von März bis April.
Die Chromosomenzahl beträgt 2n = 24.

## Vorkommen
Erythronium multiscapideum kommt in Kalifornien vor. Die Art wächst in offenen Wäldern und auf mit Gebüschen bewachsenen Abhängen in Höhenlagen von 400 bis 1000 Metern.

## Belege
- Erythronium multiscapideum in der Flora of North America (Zugriff am 2. November 2010)